# José Belda
Pour les articles homonymes, voir Belda.
José Belda Mira,, né le 6 juin 1975 à Ontinyent, est un coureur cycliste espagnol.

## Biographie
José Belda est originaire d'Ontinyent, une commune située dans la Communauté valencienne. Il commence à se consacrer au cyclisme sur le tard, à l'âge de 26 ans. 
En 2007, un hématocrite supérieur à 50 % l'empêche de prendre le départ du Grand Prix Macario. Les années suivantes, il se distingue dans le calendrier amateur espagnol en obtenant diverses victoires, grâce à ses qualités de grimpeur. 
En 2011, il s'illustre en écrasant la saison amateur en Espagne. Il s'impose à trente reprises, notamment dans des courses par étapes. Ces performances attirent l'attention d'équipes réputées comme Geox-TMC et Movistar. Malgré cette année exceptionnelle, il reste amateur en 2012. Au mois de mai, il se distingue chez les professionnels en terminant quatrième du Tour de la communauté de Madrid, sous les couleurs d'une sélection nationale. Le manager Eusebio Unzué envisage alors de le recruter pour la saison 2013. Cependant, la Fédération espagnole annonce qu'il a été contrôlé positif à la méthylphénidate lors du dernier Tour de León. Il est suspendu deux ans, jusqu'au 20 septembre 2014.

## Palmarès
- 2006
  - 2e étape du Tour de Galice
- 2007
  - Trofeo Diputación de Alicante :
    - Classement général
    - 1reb étape

  - Tour de Tenerife :
    - Classement général
    - 2e étape
- 2008
  - 4e et 5ea (contre-la-montre) étapes du Tour de Tenerife
  - 2e étape du Tour du Goierri
  - 2e du Tour de Tenerife
- 2009
  -  Champion d'Espagne du contre-la-montre des sans-contrat
  - Gran Premio Primavera de Ontur
  - Classement général de la Ronde du Maestrazgo
  - Gran Premi Vila-real :
    - Classement général
    - 1re étape

  - 4e étape du Circuito Montañés
  - Tour de Tenerife :
    - Classement général
    - 1re, 3e et 5ea (contre-la-montre) étapes

  - 2e du Trofeo Olías Industrial
- 2010
  - Trofeu Joan Escolà
  - 1re étape du Tour de Cantabrie
  - Tour de Tenerife :
    - Classement général
    - 2e, 4e et 5ea (contre-la-montre) étapes

  - 2e du championnat d'Espagne du contre-la-montre des sans-contrat
  - 3e du Premio Inauguración Catalunya
- 2011
  -  Champion d'Espagne du contre-la-montre des sans-contrat
  - Trofeo Olías Industrial
  - Gran Premio Primavera de Ontur
  - 1re étape du Cinturón a Mallorca
  - Trofeo San Isidro
  - Classement général du Tour des comarques de Lugo
  - Tour de Castellón :
    - Classement général
    - 1re, 2e et 4e étapes

  - Prueba Loinaz
  - Ronde du Maestrazgo
  - Tour de Tenerife :
    - Classement général
    - 1re (contre-la-montre), 3e, 4e et 5e étapes

  - Tour de la province de Valence :
    - Classement général
    - 1re et 4e étapes

  - Tour de Galice :
    - Classement général
    - 1re étape

  - Tour de Cantabrie :
    - Classement général
    - 1re étape

  - 3e du Mémorial Manuel Sanroma
- 2012
  - Trofeo Olías Industrial
  - 3e étape du Tour de Castellón
  - Tour de León :
    - Classement général
    - 2e étape

  - Tour de Tenerife :
    - Classement général
    - 1reb étape

  - 2e du championnat de la province de Valence (Ronde du Maestrazgo)
  - 2e de la Volta ao Ribeiro
  - 2e du Tour d'Ávila
  - 3e du Tour de Castellón

## Classements mondiaux
| Année           | 2009 | 2010   | 2011 | 2012 |
| --------------- | ---- | ------ | ---- | ---- |
| UCI Europe Tour | 651e | 1 064e | 437e | 159e |